# Uwe Hohn
Uwe Hohn (* 16. července 1962, Rheinsberg, Braniborsko) je bývalý východoněmecký atlet, oštěpař, který jako jediný v celé historii překonal stometrovou hranici.
20. července 1984 poslal v Berlíně starý typ oštěpu do vzdálenosti 104,80 m. O více než pět metrů vylepšil tehdejší světový rekord Američana Toma Petranoffa, který hodil v roce 1983 v Los Angeles 99,72 m. V roce 1986 poté IAAF rozhodla o posunutí těžiště o čtyři cm dopředu, čímž došlo ke zkrácení hodů.
První úspěch zaznamenal v roce 1981 na juniorském mistrovství Evropy v nizozemském Utrechtu, kde získal zlatou medaili. O rok později se stal v Athénách mistrem Evropy. Jeho vítězný pokus měřil 91,34 m. Z důvodu bojkotu se nemohl zúčastnit letních olympijských her 1984 v Los Angeles. V roce 1985 zvítězil na evropském poháru v Moskvě výkonem 92,88 m. V též roce získal zlatou medaili na světovém poháru v australské Canbeře, kde hodil 96,96 m.